# Свети Димитър (Страцин)
Вижте пояснителната страница за други значения на Свети Димитър.
„Свети Великомъченик Димитър“ (на македонска литературна норма: „Свети Димитриј“) е възрожденска православна църква в село Страцин, община Кратово, Република Македония. Църквата е част от Кратовското архиерейско наместничество на Кумановско-Осоговската епархия на Македонската православна църква – Охридска архиепископия.
Църквата е гробищен храм, изграден в 1847 година. Представлява трикорабна базилика, с двускатен покрив и три скрити апсиди под него. Камбаната е дело на Стоян М. Рачков от Горно Броди, Сярско. Фреските, датирани към 1884-1885 година, са дело на големия дебърски майстор Аврам Дичов.